# Raya (Nepal)
Raya (nep. राया) – gaun wikas samiti w zachodniej części Nepalu w strefie Karnali w dystrykcie Humla. Według nepalskiego spisu powszechnego z 2011 roku liczył on 348 gospodarstw domowych i 1902 mieszkańców (941 kobiet i 961 mężczyzn).